# Маньяк из Твиттера
«Маньяк из Твиттера» (англ. #iKllr) — американско-британско-французско-немецкий фильм ужасов 2014 года режиссёра Джеффри Когхлана в жанре найденной плёнки, повествующий о сталкере, который записывает похищение и пытки своей жертвы и публикует в Твиттере.

## Сюжет
Всё началось с фотографии. На фотографии была красивая, трудолюбивая и самостоятельная девушка в кафе в перерыве между занятиями в колледже. На ней она занималась своими делами — делала уроки, отвлекаясь на любимого парня. Её звали Дженнифер Тейлор. Она не знала об этой фотографии. Не знала она и человека, который её сделал. Человека, который её похитит. Впервые фотография появилась в Твиттере. С тех пор каждый день фотографии тихой, замкнутой девушки публиковались в сеть. Вскоре последовали и видео. Пользователи Твиттера наблюдали, как Дженнифер каждое утро выходит из дома, пьёт кофе, идёт в школу, усердно учится и вечером в одиночку возвращается домой. Затем они увидели, как Дженнифер стала получить на телефон анонимные сообщения с теми же фотографиями. Основанная на реальном аккаунте история iKllr сначала подавалась как интернет-слух, который быстро разошёлся по Твиттеру и Фейсбуку. После этого, весной 2010 года, Дженнифер попала в заголовки газет — её объявили пропавшей без вести. Никто из тех, кто следил за твиттер-аккаунтом iKllr, не рассказал о нём властям. Никто не хотел признавать, что следил за ним. Никто не хотел признавать, что это правда, и никто не хотел верить, что это настолько просто.

## В ролях
- Кейтлинн Тонгус — Дженнифер
- Джереми Шутце — Райан
- Эмили Лоуренс — Бекка
- Скотт Ставицки — Дейв
- Челси Уоллес — Кэсси
- Либби Летлоу — клерк
- Джон Конделик — Джон
- Риго Обесо — офицер полиции
- Мелисса Люси — бариста
- Билл Бингем — Локсмит
- Пол Жебо — продавец с Craigslist
- Бен Марш — клерк № 2
- Скотт Батлер — техэксперт
- Варда Эпплтон — ведущая новостей
- Джулс Хартли — репортёр
- Марк Джастис — студент колледжа
- Расс Кингстон — ведущий новостей
- Минди Монтайон — репортёр
- Скотт Париетти — репортёр
- Дианна Миски — ведущая новостей
- ЛаНина Томас — репортёр

## Производство

### Съёмки
17 марта 2011 года в Твиттере появился аккаунт iKllr, на котором был единственный пост. Эту дату можно считать началом съёмок фильма. 6 ноября 2012 года появилась информация о том, что фильм был показан на Американском кинорынке в Санта-Монике, при этом дистрибьютором фильма стала кинокомпания Kaleidoscope Film Distribution. На сайте компании появилась страница фильма с информацией, трейлером и сюжетом, которым создатели хотели привлечь потенциальных дистрибьюторов на кинорынке. Также появилась страница фильма на сайте кинорынка.

### Релиз
В России фильм хотели выпустить под названием «Маньяк из Твиттера». Премьера была запланирована 26 декабря 2013 года. Русскоязычные пользователи Твиттера даже хотели устроить флешмоб на сеансах фильма. Позже премьера была перенесена на 2014 год, а потом и вовсе была отменена. Страницы фильма пропали с сайта Kaleidoscope Film Distribution и Американского кинорынка в 2015 году, а 17 декабря 2017 года композитор Джером Лерой опубликовал саундтрек фильма на своём сайте, после чего саундтрек был загружен на YouTube и с тех пор никакой информации о фильме не появлялось.

### Судьба фильма
В интернете доступны только постеры, кадры, съёмочная группа, саундтрек, трейлер и сюжет.